# Démocratie européenne (Italie)
Pour les articles homonymes, voir Démocratie européenne.
Démocratie européenne (en italien : Democrazia Europea, DE) était un petit parti politique italien, qui a fusionné, avec le Centre chrétien-démocrate et les Chrétiens démocrates unis, dans le l'Union des démocrates chrétiens et du centre, le 6 décembre 2002. Peu après, son leader Sergio D'Antoni a décidé de s'en éloigner pour adhérer à La Marguerite.